# Luna Pamies Barberá
Luna Pamies Barberá   (Sant Bartomeu d’Almisdrà, Oriola, 24 de desembre de 2003) és una actriu alacantina. Va debutar el 2022 amb la pel·lícula El Agua, de la directora de cinema, també oriolana, Elena López Riera. El paper d'Ana, interpretat en el seu debut, li va valdre el premi Berlanga 2022 a la millor actriu principal i una nominació als premis Goya 2023 com a millor actriu revelació.
Elena López va conèixer a la Luna en l'inici del seu procés de recerca d'actrius i actors no professionals per a la pel·lícula El Agua, en un ampollot a Sant Bartomeu. La Luna tenia només 15 anys, estava fent l'ESO i no havia pensat mai dedicar-se a res que tingués relació amb les arts. Quan l'equip de la pel·lícula li va suggerir que participés en el càsting, no es va presentar, ja que no es podia creure el que estava passant i tot plegat li feia molta por. Unes setmanes després es va tornar a trobar l'Elena pel poble, que li va tornar a insistir perquè participés en el càsting, cosa que finalment la Luna va fer. Un cop seleccionada, entre més de 3.000 candidates, va compaginar els assajos amb actors no professionals amb un mòdul de perruqueria i estètica que estava cursant. Després d'un any d'assajos i formació dramatúrgica, amb 17 anys, va començar el rodatge amb tot el repartiment, que incloïa actrius professionals com Bárbara Lennie o Nieve de Medina. La pel·lícula, que va tenir un èxit destacat, va permetre a Luna participar de la promoció del film en molts festivals (Cannes, Sant Sebastià, Tòquio, Toronto, entre altres) i assistir a diversos premis, com els Goya, els Berlanga o el Festival de Cinema d'Espanya de Tolosa de Llenguadoc, fet que li va donar una projecció mediàtica destacada. El 2023 va treballar en un curtmetratge, estava pendent de participar en diversos càstings i tenia intenció de seguir-se formant com a actriu.